# Caselle (Lot)
Une caselle ou casèle est une cabane en pierre sèche servant autrefois d'abri pour les humains ou les animaux ou de resserre-à-outils dans le haut Quercy, en particulier dans les causses au nord de la vallée du Lot. 

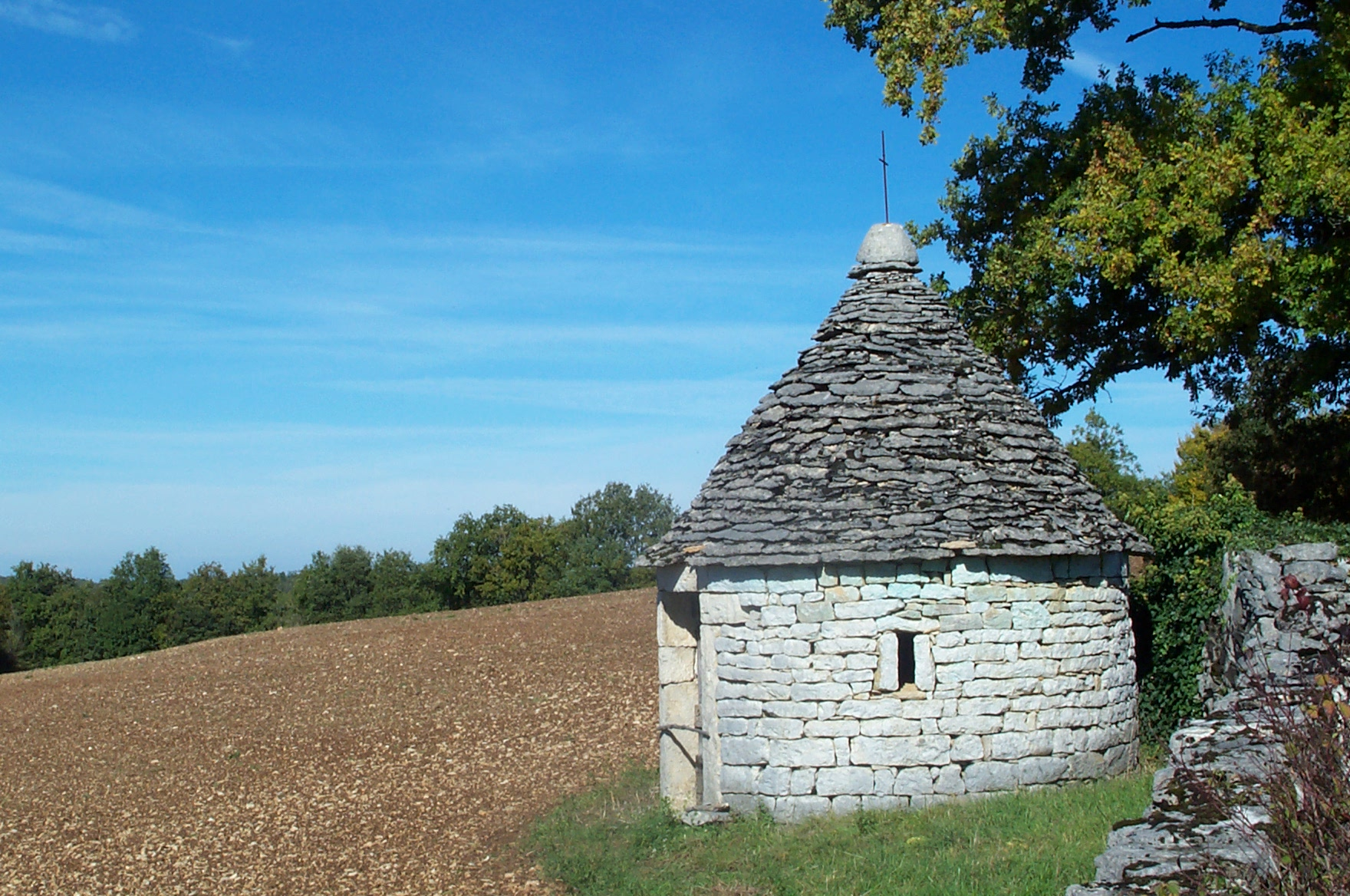
La caselle à Félix à Issendolus (Lot) : à son faîte, une croix en fer forgé est fichée dans une boule de pierre sculptée

## Définition
Le terme caselle / casèle, forme francisée du dialecte quercinois casello / casèlo (occitan normalisé casèla) désigne, sur les causses au nord de la vallée du Lot et en particulier le causse de Gramat, les édifices de plan circulaire ou quadrangulaire à toit conique de lauses sur voûte encorbellée. Le vocable cabano (oc. cabana), pour sa part, appartient au sud de la vallée du Lot, où il désigne toute cabane en pierre sèche, à l’exception de la guérite rudimentaire. Son équivalent français, cabane, suivi du qualificatif « de pierre sèche », possède une valeur générique.
Remarque : Le terme se rencontre aussi en Lozère sur le causse Méjean occidental et sur le causse de Sauveterre, dans l'Aveyron sur le causse Comtal et le causse Rouge, dans l'Hérault sur les communes du Cros et de Saint-Michel (sur la continuation du causse du Larzac) et sur la commune de Soubès ; la forme palatalisée chaselle / chasèle a cours en Lozère sur le causse Méjean oriental et sur le causse de Sauveterre. 
Cependant, certains auteurs ont embrouillé la situation terminologique en appliquant systématiquement et indistinctement la francisation caselle non seulement aux guérites de murailles (ou gariottes) et aux cabanes en pierre sèche mais aussi à des bâtiments en maçonnerie liée au mortier et d'un niveau plus élevé dans la hiérarchie architecturale.
Il convient par ailleurs de noter que les constructeurs et propriétaires des bâtiments en pierre sèche n'employaient pas nécessairement casello/casèlo ou cabano : ils recouraient aussi à des désignatifs fonctionnels : poulailler, en français local « galinier » ou « galinière » (oc. galinièr et galinièra), étable (oc. estable), bergerie (oc. jaça), garde-pile (oc. garda-pila), chai (oc. chai), pigeonnier (oc. pijonièr), etc..

## Fonctions

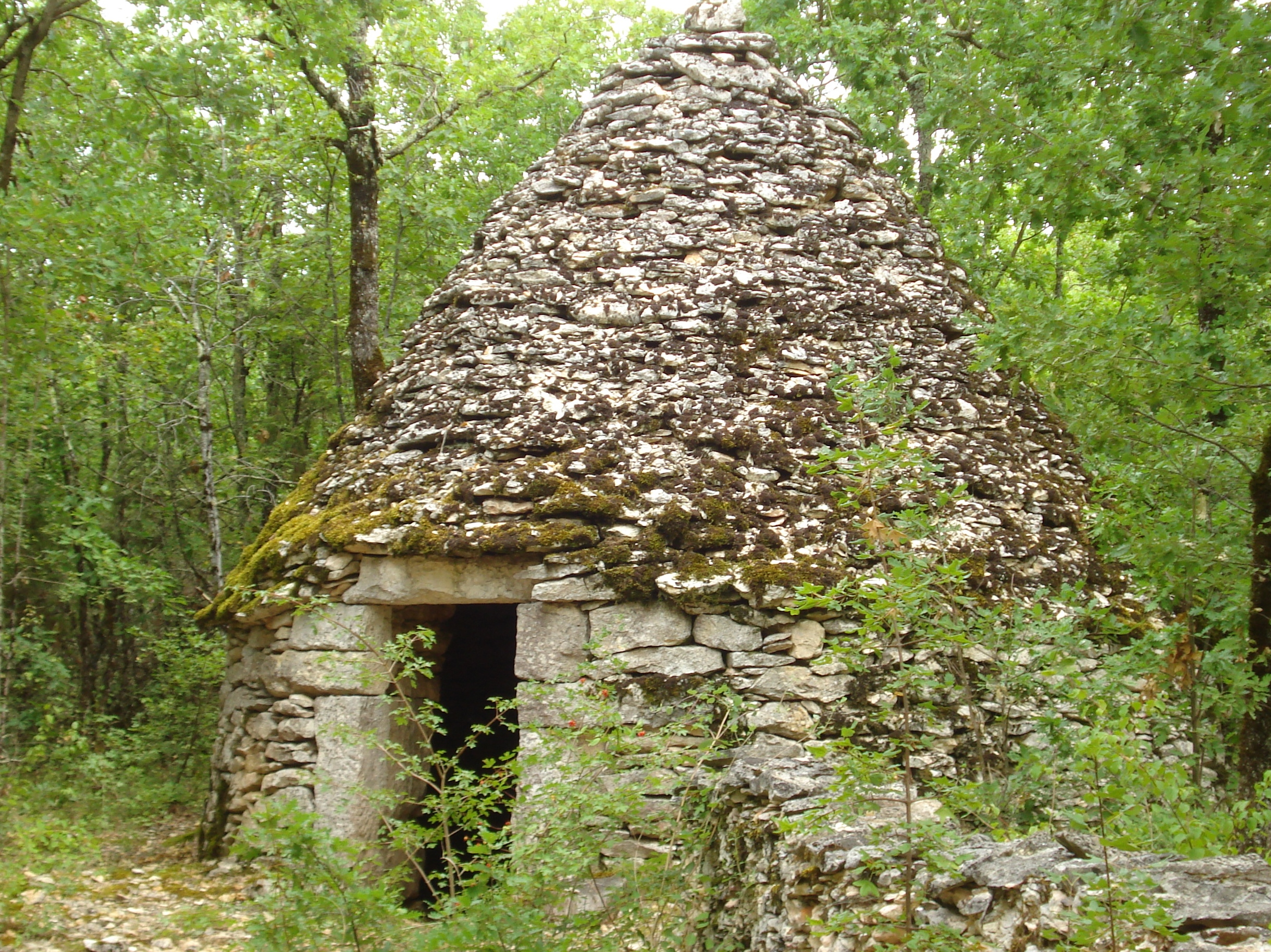
Cabane de l'Azé à Lalbenque (Lot)

La caselle se prêtait à un grand nombre de fonctions, décelables à certains détails d’aménagement intérieur ou extérieur :
- abri de vigne (présence d'une banquette circulaire ou de dalles encastrées faisant office de sièges) ;
- garde-pile dans le périmètre de la ferme (à côté d’une aire de battage dallée) ;
- cellier à l’intérieur de la ferme ou dans la vigne même (avec cuve, barriques et matériel vinaire) ;
- poulailler, dans la ferme ou en plein champ (avec orifice d’accès pour les volatiles sous la rive de la toiture, perchoirs et niches à l’intérieur pour la ponte) ;
- soue ou étable, précédée d’une courette, dans la cour de ferme (pour abriter le cochon familial, ou une chèvre ou encore deux ou trois brebis) ;
- écurie pour un âne ou un mulet (entrée plus haute que celle des autres cabanes) ;
- bergerie, au sein de la ferme ou dans les champs ou les bois (pour abriter, selon sa taille, de 10 à 20 moutons) ;
- pigeonnier, fonction dévolue à l’espace sous le couvrement, accessible par un trappe dans un plancher, l’espace inférieur étant réservé à une autre fonction (des corbeilles d’osier accueillaient les volatiles, dont l’accès se faisait par un rudiment de lucarne) ;
- dans le périmètre de la ferme, chambre à coucher pour un domestique) (grande lucarne sur le toit ou fenêtre sous le toit) ;
- habitation temporaire, aux époques de travaux dans les champs ou les vignes éloignés (présence d’une cheminée, d’un évier, de niches, d’un dallage, éventuellement d’une citerne extérieure) ;
- habitation permanente, avec pour occupant un ouvrier agricole, souvent célibataire, ou une femme seule, indigente[6].

## Origines
S’il est établi que les petits édifices en pierre sèche des causses du Quercy ne datent que du XIXe siècle et de la deuxième moitié du XVIIIe et sont liés à la conquête paysanne du sol, commencée vers la fin de l’Ancien Régime et poursuivie durant la majeure partie du XIXe siècle, par contre l’incertitude est grande quant à l’existence d’ouvrages antérieurs.
L’emploi dès le XVe siècle, du terme cazela pour désigner un genre de cabane en pierre, ne permet pas d'inférer si au Moyen Âge on entendait par là exactement la même chose qu’au XIXe siècle par casèlo. Tout historien de l’architecture sait en effet qu’il n’existe pas de type architectural qui perdure, inchangé, indémodable, cinq siècles durant, les productions architecturales étant soumises au progrès de l’économie et de l’outillage.